# Bataille de Saint-Florent-le-Vieil (1795)
Pour les articles homonymes, voir Bataille de Saint-Florent-le-Vieil.
Guerre de Vendée
Batailles
La bataille de Saint-Florent-le-Vieil a lieu le 22 mars 1795 lors de la guerre de Vendée. Elle s'achève par la victoire des républicains qui repoussent une attaque des Vendéens à Saint-Florent-le-Vieil.

## Prélude
Venue de Nantes, la colonne du général Simon Canuel franchit la Loire en bateau à Varades dans la nuit du 15 au 16 mars et s'empare de Saint-Florent-le-Vieil, où elle met en fuite une centaine d'insurgés,. Le lendemain, elle est rejointe par la colonne de l'adjudant-général Hauteville, qui s'est emparée de Chalonnes-sur-Loire le 14,. Un drapeau tricolore est placé en haut de l'abbaye et un arbre de la liberté est planté par les républicains. Le général vendéen Stofflet mobilise alors ses forces avec l'intention reprendre Saint-Florent-le-Vieil,.

## Forces en présence
Selon le rapport au Comité de salut public du représentant en mission Louis Prosper Lofficial, Stofflet mène l'attaque de Saint-Florent-le-Vieil avec 3 000 hommes et une pièce d'artillerie,. Dans ses mémoires, Bertrand Poirier de Beauvais, le commandant de l'artillerie vendéenne, indique qu'il dirige lors de ce combat le dernier canon encore aux mains de l'armée d'Anjou,.
Dans son rapport, Loffical accuse également le commissaire ordonnateur des vivres à Angers de négligence. Il affirme que ce défaut de vivres à forcé « les soldats à se répandre dans la campagne et à piller » et qu'au moment de l'attaque, la garnison était « à jeun et tombait de besoin ».

## Déroulement
Le 22 mars,, dans l'après-midi, l'armée d'Anjou attaque les deux colonnes républicaines réunies à Saint-Florent-le-Vieil. Les républicains attendent les Vendéens au chemin des Trinqueries, où ils ont coupés tous les arbres pour bénéficier d'un terrain dégagé. Les fantassins prennent position derrière des petits retranchements édifiés à la hâte avec des pierres entassées jusqu'à hauteur de ceinture,,.
Ces retranchements procurent alors une position avantageuse aux républicains et dans ses mémoires Bertrand Poirier de Beauvais juge que Stofflet fait une erreur en faisant attaquer en ligne plutôt qu'en ordre profond. Après seulement une demi-heure de fusillade, les Vendéens sont déjà à court de munitions et battent en retraite,. La cavalerie républicaine les suit jusqu'à Chaudron-en-Mauges. L'armée de Stofflet regagne alors Maulévrier,.

## Pertes
Selon le rapport de Lofficial, les pertes républicaines sont d'un homme tué et de sept blessés, tandis que les Vendéens perdent une trentaine d'hommes et laissent sept prisonniers, dont un chef. Les chasseurs francs capturent également l'unique pièce d'artillerie vendéenne,,,. Les prisonniers sont conduits au général Canclaux qui obtient d'eux des renseignements sur le dépôt des armes et des munitions de l'armée d'Anjou.
Bertrand Poirier de Beauvais écrit quant à lui dans ses mémoires : « nous perdîmes peu de monde, mais nous eûmes à regretter le commandant des chasseurs, Marioneau ».
Dans ses mémoires, le chef de division Louis Monnier évoque également la perte du dernier canon de l'armée — une pièce de 12 livres — et celle de Marionneux, qu'il présente cependant comme un canonnier.

## Conséquences
Stofflet se replie sur Maulévrier avec trois colonnes de Canclaux à ses trousses. Dans les jours qui suivent 28 000 républicains envahissent les Mauges,, et se rendent maîtres de Cerizay, Bressuire, Châtillon, Maulévrier et Chemillé. Entre le 27 et le 31 mars, une colonne républicaine reprend possession de la ville de Cholet. L'adjudant-général Becker est alors détaché pour engager des propositions de paix. Le 26 mars, Stofflet signe un cessez-le-feu à Cerizay. Le 6 avril, il rencontre Canclaux et neuf représentants en mission près de Mortagne-sur-Sèvre.
Stofflet tergiverse pendant quelques semaines et attend les résultats des négociations de la Mabilais menées avec les chouans. Finalement le 2 mai, il signe la paix au château de la Baronnière, l'ancienne demeure du général Bonchamps, près de Saint-Florent-le-Vieil, aux mêmes conditions qu'à La Jaunaye,.